# James Alexander
James Alexander (1730 – 22. března 1802, Dublin) byl irský domácí pan, politik a 1. hrabě z Caledonu.

## Život
Narodil se roku 1730 jako syn Aldermana Nathaniela Alexandera. Svou kariéru začal v Indii kdy odjel do Fort St. George. Působil jako účetní a sub-účetní. Roku 1754 a roku 1757 byl zvolen šerifem Madrásu. O rok později se stal mladším obchodníkem v Madrásu. Roku 1759 byl jmenován třetím v radě ve Vizagapatamu; roku 1760 starším obchodníkem a třetím v radě v Masulipatamu a roku 1762 jedenáctým v radě Fort St George, civilním a vojenským pokladníkem.
Roku 1763 se vrátil so Británie a roku 1766 odjel zpět do Indie kde působil ve Fort William a stal se šestým členem bengálské rady. Roku 1769 byl ustanoven pátým členem bengálské rady, roku 1770 třetím členem, "starostou" Patny a vedoucím rady příjmů pro Bihár. O rok později se stal druhým členem a vedoucím rady příjmů Murshidabadu. Získal téměř 9 000 akrů (36 km²) v Severním Irsku a stal se tak prvním Lordem Caledon.
Roku 1776 koupil panství Caledon v Hrabství Tyrone od Edmunda Boyla, 7. hraběte z Corku a Orrery za 96 400 liber. Toto panství získal Edmundův otec sňatkem do rodiny Hamiltonových v Caledonu.
Dne 28. listopadu 1774 se oženil s Anne Crawford, s dcerou Jamese Crawforda. Spolu měli dvě děti:
- Mabella Alexander (7. srpna 1775 – 4. března 1854), sňatek s Andrewe Blayney, 11. baronem Blayney
- Du Pre Alexander, 2. hrabě z Caledonu (14. prosince 1777 – 8. dubna 1839)

Po nějakém čase vstoupil do politiky. Byl členem parlamentu Londonderry City a působil jako vysoký šerif Tyrone a později Armaghu.
Dne 6. června 1790 vstoupil do irské šlechty s titulem Baron Caledon. Dne 23. listopadu 1797 byl povýšen na Vikomta Caledon a 29. prosince 1800 na hraběte z Caledonu.
Zemřel 22. března 1802 v Dublinu.